# Nupserha fasciata
Nupserha fasciata är en skalbaggsart. Nupserha fasciata ingår i släktet Nupserha och familjen långhorningar.

## Underarter
Arten delas in i följande underarter:
- N. f. fasciata
- N. f. infuscata